# Oekraïne op het Europees kampioenschap voetbal 2024
Oekraïne was een van de deelnemende landen aan het Europees kampioenschap voetbal 2024 in Duitsland. Het was de vierde deelname van het land en de vierde opeenvolgende. Serhij Rebrov was de bondscoach. Oekraïne werd in de groepsfase uitgeschakeld met vier punten in een groep met België, Slowakije en Roemenië.

## Kwalificatie

### Groepsfase
Oekraïne werd op 9 oktober 2022 ingedeeld in EK-kwalificatiegroep C met titelverdediger Italië, Engeland, Noord-Macedonië en Malta. Het verloor zijn eerste wedstrijd met 2–0 op bezoek bij Engeland door doelpunten van Harry Kane en Bukayo Saka in de eerste helft. Vervolgens wist het in Noord-Macedonië een 2–0 achterstand bij de rust om te zetten in een 2–3 overwinning en won het zijn eerste thuiswedstrijd met 1–0 van Malta. In september 2023 speelde Oekraïne met 1–1 gelijk tegen Engeland en verloor het met 2–1 op bezoek bij Italië. In oktober 2023 werd er twee keer gewonnen, in Praag met 2–0 van Noord-Macedonië en in Ta' Qali met 1–3 van Malta. Op de laatste speeldag kon Oekraïne zich met een zege op Italië in Leverkusen plaatsen voor het EK, maar het werd door een 0–0 gelijkspel veroordeeld tot de play-offs.

#### Wedstrijden
| Datum             | Thuisteam       | Score | Uitteam         | Stadion                     |
| ----------------- | --------------- | ----- | --------------- | --------------------------- |
| 26 maart 2023     | Engeland        | 2 – 0 | Oekraïne        | Wembley Stadium             |
| 16 juni 2023      | Noord-Macedonië | 2 – 3 | Oekraïne        | Toše Proeskiarena           |
| 19 juni 2023      | Oekraïne        | 1 – 0 | Malta           | Štadión Antona Malatinského |
| 9 september 2023  | Oekraïne        | 1 – 1 | Engeland        | Stadion Miejski             |
| 12 september 2023 | Italië          | 2 – 1 | Oekraïne        | Stadio Giuseppe Meazza      |
| 14 oktober 2023   | Oekraïne        | 2 – 0 | Noord-Macedonië | Stadion Sparty na Letné     |
| 17 oktober 2023   | Malta           | 1 – 3 | Oekraïne        | Ta' Qalistadion             |
| 20 november 2023  | Oekraïne        | 0 – 0 | Italië          | BayArena                    |

#### Stand groep C
| Pos | Team            | Wed | W | G | V | Ptn | DV | DT | +/− | Kwalificatie                     |
| --- | --------------- | --- | - | - | - | --- | -- | -- | --- | -------------------------------- |
| 1   | Engeland        | 8   | 6 | 2 | 0 | 20  | 22 | 4  | +18 | Geplaatst voor het hoofdtoernooi |
| 2   | Italië          | 8   | 4 | 2 | 2 | 14  | 16 | 9  | +7  | Geplaatst voor het hoofdtoernooi |
| 3   | Oekraïne        | 8   | 4 | 2 | 2 | 14  | 11 | 8  | +3  | Geplaatst voor de play-offs      |
| 4   | Noord-Macedonië | 8   | 2 | 2 | 4 | 8   | 10 | 20 | −10 |                                  |
| 5   | Malta           | 8   | 0 | 0 | 8 | 0   | 2  | 20 | −18 |                                  |

1. 1 2  Gerangschikt op onderling aantal punten: Italië 4, Oekraïne 1.

### Play-offs
Oekraïne was geen groepswinnaar geworden in de UEFA Nations League, maar werd doorgeschoven naar de play-offs doordat andere groepswinnaars zich in de groepsfase hadden geplaatst voor het EK. Oekraïne werd in de halve finales gekoppeld aan Bosnië en Herzegovina. Oekraïne werd in het Bilino Polje op een achterstand gezet door een eigen doelpunt van Mykola Matvijenko, maar bereikte de finale door treffers in de slotfase van Roman Jaremtsjoek en Artem Dovbyk. De laatste horde naar het EK was IJsland in Stadion Miejski. Wederom kwam Oekraïne op een achterstand, ditmaal door een doelpunt van Albert Guðmundsson in de eerste helft, en keerde Oekraïne dit in de tweede helft om in een 2–1 overwinning, via Viktor Tsyhankov en Mychajlo Moedryk, waardoor het zich plaatste voor de eindronde.
| Ronde        | Datum         | Thuisteam             | Score | Uitteam  | Stadion         |
| ------------ | ------------- | --------------------- | ----- | -------- | --------------- |
| Halve finale | 21 maart 2024 | Bosnië en Herzegovina | 1 – 2 | Oekraïne | Bilino Polje    |
| Finale       | 26 maart 2024 | Oekraïne              | 2 – 1 | IJsland  | Stadion Miejski |

### Spelersstatistieken
Bondscoaches Roeslan Rotan en Serhij Rebrov maakten tijdens de kwalificatiecampagne gebruik van 31 spelers, waarvan er 3 iedere wedstrijd in actie kwamen.
| Naam                  | GW |   |   |   |   |   |   |
| --------------------- | -- | - | - | - | - | - | - |
| Heorhij Soedakov      | 10 | 1 | 0 | 0 | 0 | 0 | 3 |
| Vitalij Mykolenko     | 10 | 0 | 2 | 0 | 0 | 1 | 1 |
| Artem Dovbyk          | 10 | 2 | 1 | 0 | 0 | 4 | 4 |
| Illja Zabarnyj        | 9  | 1 | 1 | 0 | 0 | 0 | 0 |
| Mychajlo Moedryk      | 9  | 2 | 0 | 0 | 0 | 1 | 4 |
| Joechym Konoplja      | 9  | 1 | 3 | 0 | 0 | 2 | 1 |
| Mykola Matvijenko     | 8  | 0 | 2 | 0 | 0 | 0 | 3 |
| Oleksandr Zintsjenko  | 8  | 1 | 2 | 0 | 0 | 1 | 6 |
| Taras Stepanenko      | 7  | 0 | 2 | 0 | 0 | 0 | 3 |
| Viktor Tsyhankov      | 7  | 3 | 0 | 0 | 0 | 1 | 5 |
| Roeslan Malynovskyj   | 7  | 0 | 4 | 0 | 0 | 4 | 2 |
| Anatolij Troebin      | 6  | 0 | 0 | 0 | 0 | 0 | 0 |
| Serhij Sydortsjoek    | 6  | 0 | 0 | 0 | 0 | 5 | 0 |
| Roman Jaremtsjoek     | 6  | 1 | 3 | 0 | 0 | 3 | 3 |
| Oleksandr Svatok      | 5  | 0 | 0 | 0 | 0 | 3 | 1 |
| Oleksandr Zoebkov     | 4  | 0 | 1 | 0 | 0 | 3 | 2 |
| Vladyslav Vanat       | 4  | 0 | 1 | 0 | 0 | 2 | 2 |
| Vitalij Boejalskyj    | 4  | 0 | 0 | 0 | 0 | 4 | 0 |
| Serhij Kryvtsov       | 3  | 0 | 0 | 0 | 0 | 1 | 0 |
| Andrij Jarmolenko     | 3  | 1 | 0 | 0 | 0 | 0 | 3 |
| Oleksandr Karavajev   | 3  | 1 | 0 | 0 | 0 | 1 | 2 |
| Heorhij Boesjtsjan    | 2  | 0 | 0 | 0 | 0 | 0 | 0 |
| Andrij Loenin         | 2  | 0 | 1 | 0 | 0 | 0 | 0 |
| Volodymyr Brazjko     | 2  | 0 | 0 | 0 | 0 | 0 | 1 |
| Oleksandr Tymtsjyk    | 2  | 0 | 0 | 0 | 0 | 1 | 1 |
| Yegor Nazaryna        | 2  | 0 | 0 | 0 | 0 | 2 | 0 |
| Oleksandr Pikhalyonok | 2  | 0 | 0 | 0 | 0 | 2 | 0 |
| Maksym Talovjerov     | 2  | 0 | 0 | 0 | 0 | 2 | 0 |
| Oleksi Hoetsoeljak    | 1  | 0 | 0 | 0 | 0 | 1 | 0 |
| Eduard Sobol          | 1  | 0 | 0 | 0 | 0 | 1 | 0 |
| Danylo Sikan          | 1  | 0 | 0 | 0 | 0 | 1 | 0 |

## Voorbereiding
|                                              |           |       |          |                                                                                     |
| 3 juni 2024 «onderlinge duels» 20:45 (UTC+2) | Duitsland | 0 – 0 | Oekraïne | Max-Morlock-Stadion, Neurenberg Toeschouwers: 42.789 Scheidsrechter: Walter Altmann |
| 3 juni 2024 «onderlinge duels» 20:45 (UTC+2) | Verslag   |       |          | Max-Morlock-Stadion, Neurenberg Toeschouwers: 42.789 Scheidsrechter: Walter Altmann |

|                                              |                                             |         |            |                                                                                |
| 7 juni 2024 «onderlinge duels» 20:45 (UTC+2) | Polen                                       | 3 – 1   | Oekraïne   | Nationaal Stadion, Warschau Toeschouwers: 43.000 Scheidsrechter: Andrew Madley |
| 7 juni 2024 «onderlinge duels» 20:45 (UTC+2) | Walukiewicz 11' Zieliński 16' Romanczuk 30' | Verslag | 42' Dovbyk | Nationaal Stadion, Warschau Toeschouwers: 43.000 Scheidsrechter: Andrew Madley |

|                                               |          |         |                                                      |                                                                                 |
| 11 juni 2024 «onderlinge duels» 18:00 (UTC+2) | Moldavië | 0 – 4   | Oekraïne                                             | Stadionul Zimbru, Chisinau Toeschouwers: 9.500 Scheidsrechter: Andrei Chivulete |
| 11 juni 2024 «onderlinge duels» 18:00 (UTC+2) |          | Verslag | 2' Jaremtsjoek 43' Tsyhankov 49' Dovbyk 54' Soedakov | Stadionul Zimbru, Chisinau Toeschouwers: 9.500 Scheidsrechter: Andrei Chivulete |

## Eindronde

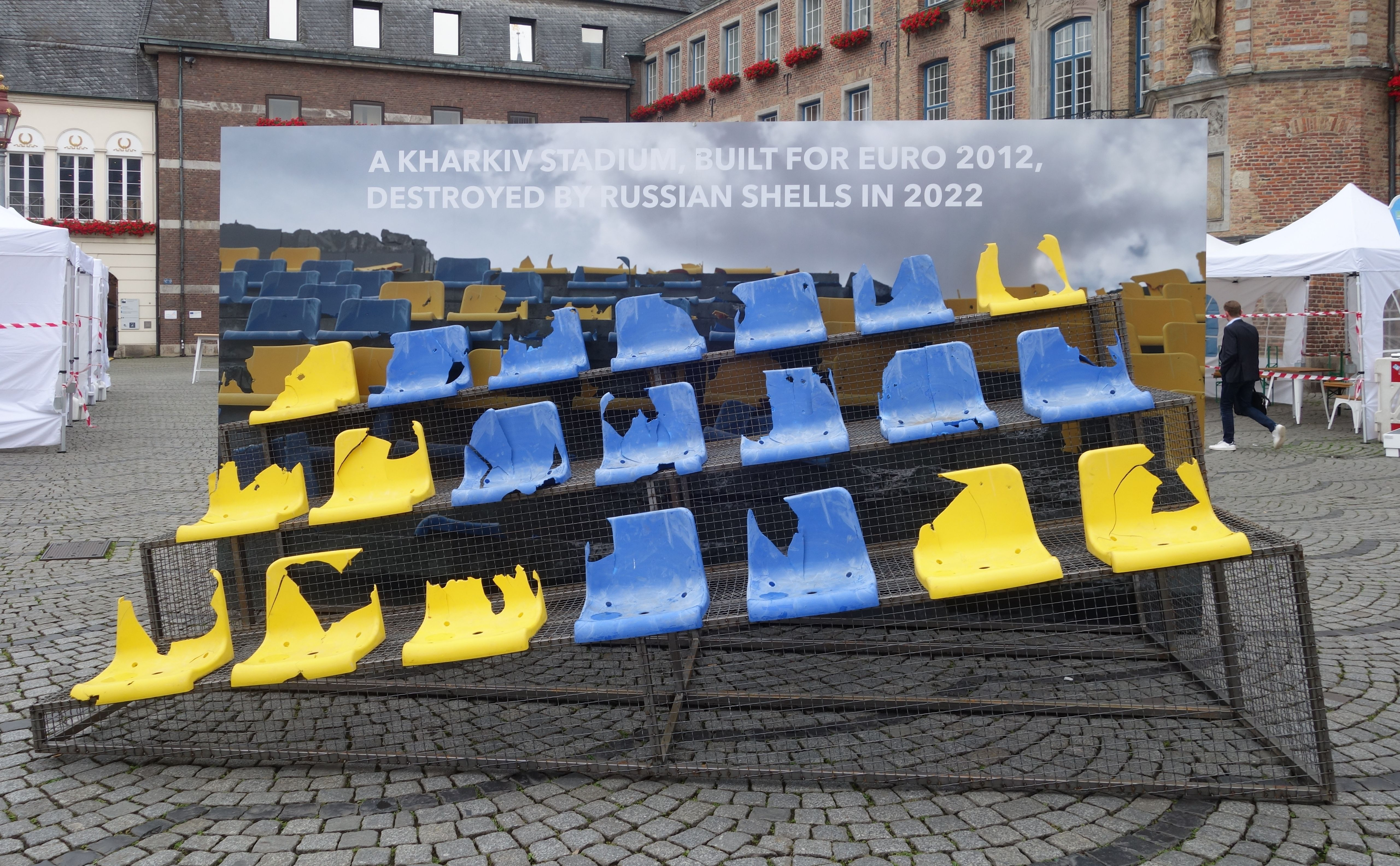
Een deel van het verwoeste Sonyachny-stadion wordt tentoongesteld in Düsseldorf

De winnaar van play-off B werd op 2 december 2023 ingedeeld in groep E met België, Slowakije en Roemenië. Oekraïne verbleef tijdens het toernooi vanaf 12 juni 2024 in Wiesbaden, waar het trainde in de Brita-Arena. De Oekraïense voetbalbond stelde tijdens het toernooi een deel van het verwoeste Sonyachny-stadion in Charkiv tentoon in Duitsland. Het stadion werd in mei 2022 onbruikbaar na bombardementen in de Russische invasie.
Oekraïne begon zijn EK op 17 juni 2024 in München tegen Roemenië. In de 29ste minuut leverde doelman Andrij Loenin de bal onder druk in bij Dennis Man, die de Roemeense aanvoerder Nicolae Stanciu bediende. Stanciu opende vervolgens de score vanaf buiten het stafschopgebied. Na dat doelpunt domineerde Roemenië, dat binnen een kwartier na de rust de score uitbreidde naar 3–0 via een afstandsschot van Răzvan Marin en een intikker van Denis Drăguș. Invaller Roman Jaremtsjoek raakte in de blessuretijd de lat, maar Oekaïne kon niets meer doen aan de 3–0 nederlaag, zijn zwaarste ooit op een EK-eindronde.
Oekraïne speelde op 21 juni 2024 zijn tweede wedstrijd, tegen Slowakije in Düsseldorf. Anatolij Troebin, die na de wedstrijd tegen Roemenië de voorkeur kreeg boven Loenin, redde schoten van Lukáš Haraslín, Ivan Schranz en Dávid Hancko voordat hij in de zeventiende minuut geklopt werd door een kopbal van Schranz. Later in de eerste helft raakte Oleksandr Tymtsjyk via Martin Dúbravka de paal. In de tweede helft schoot Mykola Sjaparenko Oekraïne op aangeven van Oleksandr Zintsjenko op gelijke hoogte, voordat hij in de tachtigste minuut voorgaf op Roman Jaremtsjoek, die na een aanname de winnende binnentikte voor Oekraïne (1–2).
Oekraïne speelde op 26 juni 2024 tegen België in Stuttgart zijn laatste groepswedstrijd. In het eerste kwart van de wedstrijden redden doelmannen Troebin en Koen Casteels schoten van Romelu Lukaku en Roman Jaremtsjoek. Verder in de eerste helft schoot Heorhij Soedakov over en schoot de Belgische aanvoerder Kevin De Bruyne naast uit een vrije trap en in de handen van Troebin. In de tweede helft keerde Troebin een schot van Yannick Carrasco. Later schoot Artem Dovbyk naast, werd een directe hoekschop uit het doel gehouden door Casteels en schoot Soedakov in Casteels' handen, terwijl aan de andere kant Johan Bakayoko naast schoot, maar werd er niet gescoord. Door het doelpuntloze gelijkspel eindigde Oekraïne net als de andere landen in de groep op vier punten. Doordat het het slechtste doelsaldo in de groep had, eindigde het op de laatste plek en was het uitgeschakeld.

### Selectie, staf en statistieken
Op 16 mei 2024 werd een 26-koppige voorlopige selectie bekendgemaakt. Dat werd ook de definitieve selectie. Taras Stepanenko is met 34 jaar de oudste speler in de selectie, terwijl Heorhij Soedakov en Illja Zabarnyj met 21 jaar de jongste spelers in de selectie waren.
| Nr. | Naam                   | Geboortedatum     | GW |   |   |   |   |   |   | Club              | Positie(s) |
| --- | ---------------------- | ----------------- | -- | - | - | - | - | - | - | ----------------- | ---------- |
| 1   | Heorhij Boesjtsjan     | 31 mei 1994       | 0  | 0 | 0 | 0 | 0 | 0 | 0 | Dynamo Kiev       | DM         |
| 2   | Joechym Konoplja       | 26 augustus 1999  | 1  | 0 | 1 | 0 | 0 | 0 | 1 | Sjachtar Donetsk  | RA         |
| 3   | Oleksandr Svatok       | 27 september 1994 | 1  | 0 | 0 | 0 | 0 | 0 | 1 | Dnipro-1          | CV         |
| 4   | Maksym Talovjerov      | 28 juni 2000      | 1  | 0 | 0 | 0 | 0 | 1 | 0 | LASK              | CV         |
| 5   | Serhij Sydortsjoek     | 2 mei 1991        | 1  | 0 | 0 | 0 | 0 | 1 | 0 | KVC Westerlo      | VM         |
| 6   | Taras Stepanenko       | 8 augustus 1989   | 2  | 0 | 0 | 0 | 0 | 1 | 1 | Sjachtar Donetsk  | VM         |
| 7   | Andrij Jarmolenko      | 23 oktober 1989   | 3  | 0 | 0 | 0 | 0 | 2 | 1 | Dynamo Kiev       | RB         |
| 8   | Roeslan Malynovskyj    | 4 mei 1993        | 3  | 0 | 0 | 0 | 0 | 3 | 0 | Genoa CFC         | AM, RB     |
| 9   | Roman Jaremtsjoek      | 27 november 1995  | 3  | 1 | 1 | 0 | 0 | 2 | 1 | Valencia CF       | SP         |
| 10  | Mychajlo Moedryk       | 5 januari 2001    | 2  | 0 | 0 | 0 | 0 | 0 | 1 | Chelsea FC        | LB         |
| 11  | Artem Dovbyk           | 21 juni 1997      | 3  | 0 | 1 | 0 | 0 | 0 | 1 | Girona FC         | SP         |
| 12  | Anatolij Troebin       | 1 augustus 2001   | 2  | 0 | 0 | 0 | 0 | 0 | 0 | SL Benfica        | DM         |
| 13  | Illja Zabarnyj         | 1 september 2002  | 3  | 0 | 0 | 0 | 0 | 0 | 0 | AFC Bournemouth   | CV         |
| 14  | Heorhij Soedakov       | 1 september 2002  | 3  | 0 | 0 | 0 | 0 | 0 | 1 | Sjachtar Donetsk  | AM         |
| 15  | Viktor Tsyhankov       | 15 november 1997  | 1  | 0 | 0 | 0 | 0 | 0 | 1 | Girona FC         | RB         |
| 16  | Vitalij Mykolenko      | 29 mei 1999       | 1  | 0 | 0 | 0 | 0 | 0 | 1 | Everton FC        | LA         |
| 17  | Oleksandr Zintsjenko   | 15 december 1996  | 3  | 0 | 0 | 0 | 0 | 1 | 0 | Arsenal FC        | LA         |
| 18  | Volodymyr Brazjko      | 23 januari 2002   | 3  | 0 | 0 | 0 | 0 | 1 | 2 | Dynamo Kiev       | VM         |
| 19  | Mykola Sjaparenko      | 4 oktober 1998    | 3  | 1 | 0 | 0 | 0 | 0 | 3 | Dynamo Kiev       | CM         |
| 20  | Oleksandr Zoebkov      | 3 augustus 1996   | 1  | 0 | 0 | 0 | 0 | 1 | 0 | Sjachtar Donetsk  | RB         |
| 21  | Valerij Bondar         | 27 februari 1999  | 0  | 0 | 0 | 0 | 0 | 0 | 0 | Sjachtar Donetsk  | CV         |
| 22  | Mykola Matvijenko      | 2 mei 1996        | 3  | 0 | 0 | 0 | 0 | 0 | 0 | Sjachtar Donetsk  | CV, LA     |
| 23  | Andrij Loenin          | 11 februari 1999  | 1  | 0 | 0 | 0 | 0 | 0 | 0 | Real Madrid       | DM         |
| 24  | Oleksandr Tymtsjyk     | 20 januari 1997   | 3  | 0 | 0 | 0 | 0 | 1 | 0 | Dynamo Kiev       | RA         |
| 25  | Vladyslav Vanat        | 4 januari 2002    | 1  | 0 | 0 | 0 | 0 | 1 | 0 | Dynamo Kiev       | SP         |
| 26  | Bohdan Mychajlytsjenko | 21 maart 1997     | 0  | 0 | 0 | 0 | 0 | 0 | 0 | Polissja Zjytomyr | LA         |

| Naam              | Functie              |
| ----------------- | -------------------- |
| Serhij Rebrov     | Bondscoach           |
| Alberto Bosch     | Assistent-bondscoach |
| Vicente Gómez     | Assistent-bondscoach |
| Hlib Platov       | Assistent-bondscoach |
| Rustam Khudzhamov | Keeperstrainer       |

### Stand groep E
| Pos | Team      | Wed | W | G | V | Ptn | DV | DT | +/− | Kwalificatie                                     |
| --- | --------- | --- | - | - | - | --- | -- | -- | --- | ------------------------------------------------ |
| 1   | Roemenië  | 3   | 1 | 1 | 1 | 4   | 4  | 3  | +1  | Naar de knock-outfase                            |
| 2   | België    | 3   | 1 | 1 | 1 | 4   | 2  | 1  | +1  | Naar de knock-outfase                            |
| 3   | Slowakije | 3   | 1 | 1 | 1 | 4   | 3  | 3  | 0   | Naar de knock-outfase (bij de beste 4 nummers 3) |
| 4   | Oekraïne  | 3   | 1 | 1 | 1 | 4   | 2  | 4  | −2  |                                                  |

### Wedstrijden
|                                               |                                     |         |          |                                                                          |
| 17 juni 2024 «onderlinge duels» 15:00 (UTC+2) | Roemenië                            | 3 – 0   | Oekraïne | Allianz Arena, München Toeschouwers: 61.591 Scheidsrechter: Glenn Nyberg |
| 17 juni 2024 «onderlinge duels» 15:00 (UTC+2) | Stanciu 29' R. Marin 53' Drăguș 57' | Verslag |          | Allianz Arena, München Toeschouwers: 61.591 Scheidsrechter: Glenn Nyberg |

| Roemenië | Oekraïne |

| DM                | 01 | Florin Niță         |     |
| RA                | 02 | Andrei Rațiu        |     |
| CV                | 03 | Radu Drăgușin       |     |
| CV                | 15 | Andrei Burcă        |     |
| LA                | 11 | Nicușor Bancu       |     |
| VM                | 06 | Marius Marin        | 75' |
| CM                | 18 | Răzvan Marin ( 87') | 79' |
| CM                | 21 | Nicolae Stanciu     | 87' |
| RB                | 20 | Dennis Man          | 62' |
| SP                | 19 | Denis Drăguș        | 75' |
| LB                | 17 | Florinel Coman      | 62' |
| Wisselspelers:    |    |                     |     |
| DM                | 12 | Horațiu Moldovan    |     |
| DM                | 16 | Ștefan Târnovanu    |     |
| VD                | 04 | Adrian Rus          | 75' |
| VD                | 05 | Ionuț Nedelcearu    |     |
| VD                | 22 | Vasile Mogoș        |     |
| VD                | 24 | Bogdan Racovițan    |     |
| MV                | 08 | Alexandru Cicâldău  |     |
| MV                | 10 | Ianis Hagi          | 62' |
| MV                | 14 | Darius Olaru        |     |
| MV                | 26 | Adrian Șut          |     |
| AV                | 07 | Denis Alibec        |     |
| AV                | 09 | George Pușcaș       | 75' |
| AV                | 13 | Valentin Mihăilă    | 62' |
| AV                | 23 | Deian Sorescu       |     |
| AV                | 25 | Daniel Bîrligea     |     |
| Coach:            |    |                     |     |
| Edward Iordănescu |    |                     |     |

| DM             | 23 | Andrij Loenin            |         |
| RA             | 02 | Joechym Konoplja         | 67' 72' |
| CV             | 13 | Illja Zabarnyj           |         |
| CV             | 22 | Mykola Matvijenko        |         |
| LA             | 17 | Oleksandr Zintsjenko     |         |
| CM             | 06 | Taras Stepanenko         | 62'     |
| CM             | 19 | Mykola Sjaparenko        | 62'     |
| AM             | 14 | Heorhij Soedakov         | 83'     |
| RB             | 15 | Viktor Tsyhankov         | 62'     |
| SP             | 11 | Artem Dovbyk             |         |
| LB             | 10 | Mychajlo Moedryk         |         |
| Wisselspelers: |    |                          |         |
| DM             | 01 | Heorhij Boesjtsjan       |         |
| DM             | 12 | Anatolij Troebin         |         |
| VD             | 03 | Oleksandr Svatok         |         |
| VD             | 04 | Maksym Talovjerov        |         |
| VD             | 16 | Vitalij Mykolenko        |         |
| VD             | 21 | Valerij Bondar           |         |
| VD             | 24 | Oleksandr Tymtsjyk       | 72'     |
| MV             | 05 | Serhij Sydortsjoek       |         |
| MV             | 08 | Roeslan Malynovskyj      | 83'     |
| MV             | 18 | Volodymyr Brazjko        | 62'     |
| AV             | 07 | Andrij Jarmolenko ( 62') | 62'     |
| AV             | 09 | Roman Jaremtsjoek        | 62'     |
| AV             | 20 | Oleksandr Zoebkov        |         |
| AV             | 25 | Vladyslav Vanat          |         |
| AV             | 26 | Bohdan Mychajlytsjenko   |         |
| Coach:         |    |                          |         |
| Serhij Rebrov  |    |                          |         |

|                                               |             |         |                                |                                                                                    |
| 21 juni 2024 «onderlinge duels» 15:00 (UTC+2) | Slowakije   | 1 – 2   | Oekraïne                       | Merkur Spiel-Arena, Düsseldorf Toeschouwers: 43.910 Scheidsrechter: Michael Oliver |
| 21 juni 2024 «onderlinge duels» 15:00 (UTC+2) | Schranz 17' | Verslag | 54' Sjaparenko 80' Jaremtsjoek | Merkur Spiel-Arena, Düsseldorf Toeschouwers: 43.910 Scheidsrechter: Michael Oliver |

| Slowakije | Oekraïne |

| DM                | 01 | Martin Dúbravka   |     |
| RA                | 02 | Peter Pekarík     |     |
| CV                | 03 | Denis Vavro       |     |
| CV                | 14 | Milan Škriniar    |     |
| LA                | 16 | Dávid Hancko      | 67' |
| CM                | 19 | Juraj Kucka       |     |
| CM                | 22 | Stanislav Lobotka |     |
| CM                | 08 | Ondrej Duda       | 60' |
| RB                | 26 | Ivan Schranz      | 86' |
| SP                | 09 | Róbert Boženík    | 60' |
| LB                | 17 | Lukáš Haraslín    | 67' |
| Wisselspelers:    |    |                   |     |
| DM                | 12 | Marek Rodák       |     |
| DM                | 16 | Henrich Ravas     |     |
| VD                | 04 | Adam Obert        | 67' |
| VD                | 06 | Norbert Gyömbér   |     |
| VD                | 15 | Vernon De Marco   |     |
| VD                | 25 | Sebastian Kóša    |     |
| MV                | 05 | Tomáš Rigo        |     |
| MV                | 07 | Tomáš Suslov      | 67' |
| MV                | 11 | László Bénes      | 60' |
| MV                | 13 | Patrik Hrošovský  |     |
| MV                | 21 | Matúš Bero        |     |
| AV                | 10 | Ľubomír Tupta     |     |
| AV                | 18 | David Strelec     | 60' |
| AV                | 20 | Dávid Ďuriš       |     |
| AV                | 24 | Leo Sauer         | 86' |
| Coach:            |    |                   |     |
| Francesco Calzona |    |                   |     |

| DM             | 12 | Anatolij Troebin       |         |
| RA             | 24 | Oleksandr Tymtsjyk     |         |
| CV             | 13 | Illja Zabarnyj         |         |
| CV             | 22 | Mykola Matvijenko      |         |
| LA             | 17 | Oleksandr Zintsjenko   |         |
| CM             | 19 | Mykola Sjaparenko      | 90+2'   |
| CM             | 18 | Volodymyr Brazjko      | 85'     |
| AM             | 14 | Heorhij Soedakov       |         |
| RB             | 07 | Andrij Jarmolenko      | 67'     |
| SP             | 11 | Artem Dovbyk           | 67'     |
| LB             | 10 | Mychajlo Moedryk       | 85'     |
| Wisselspelers: |    |                        |         |
| DM             | 01 | Heorhij Boesjtsjan     |         |
| DM             | 23 | Andrij Loenin          |         |
| VD             | 02 | Joechym Konoplja       |         |
| VD             | 03 | Oleksandr Svatok       |         |
| VD             | 04 | Maksym Talovjerov      | 90+2'   |
| VD             | 16 | Vitalij Mykolenko      |         |
| VD             | 21 | Valerij Bondar         |         |
| MV             | 05 | Serhij Sydortsjoek     | 85'     |
| MV             | 06 | Taras Stepanenko       |         |
| MV             | 08 | Roeslan Malynovskyj    | 85'     |
| AV             | 09 | Roman Jaremtsjoek      | 67' 84' |
| AV             | 15 | Viktor Tsyhankov       |         |
| AV             | 20 | Oleksandr Zoebkov      | 67'     |
| AV             | 25 | Vladyslav Vanat        |         |
| AV             | 26 | Bohdan Mychajlytsjenko |         |
| Coach:         |    |                        |         |
| Serhij Rebrov  |    |                        |         |

|                                               |          |       |        |                                                                         |
| 26 juni 2024 «onderlinge duels» 18:00 (UTC+2) | Oekraïne | 0 – 0 | België | MHPArena, Stuttgart Toeschouwers: 54.000 Scheidsrechter: Anthony Taylor |
| 26 juni 2024 «onderlinge duels» 18:00 (UTC+2) | Verslag  |       |        | MHPArena, Stuttgart Toeschouwers: 54.000 Scheidsrechter: Anthony Taylor |

| Oekraïne | België |

| DM             | 12 | Anatolij Troebin            |     |
| RA             | 24 | Oleksandr Tymtsjyk          |     |
| CV             | 13 | Illja Zabarnyj              |     |
| CV             | 03 | Oleksandr Svatok            | 81' |
| CV             | 22 | Mykola Matvijenko           |     |
| LA             | 16 | Vitalij Mykolenko           | 58' |
| CM             | 19 | Mykola Sjaparenko           | 70' |
| CM             | 18 | Volodymyr Brazjko           | 70' |
| CM             | 14 | Heorhij Soedakov            |     |
| SP             | 09 | Roman Jaremtsjoek           | 70' |
| SP             | 11 | Artem Dovbyk                |     |
| Wisselspelers: |    |                             |     |
| DM             | 01 | Heorhij Boesjtsjan          |     |
| DM             | 23 | Andrij Loenin               |     |
| VD             | 02 | Joechym Konoplja            |     |
| VD             | 04 | Maksym Talovjerov           |     |
| VD             | 17 | Oleksandr Zintsjenko ( 58') | 58' |
| VD             | 21 | Valerij Bondar              |     |
| MV             | 05 | Serhij Sydortsjoek          |     |
| MV             | 06 | Taras Stepanenko            | 70' |
| MV             | 08 | Roeslan Malynovskyj         | 70' |
| AV             | 07 | Andrij Jarmolenko           | 81' |
| AV             | 20 | Oleksandr Zoebkov           |     |
| AV             | 25 | Vladyslav Vanat             | 70' |
| AV             | 26 | Bohdan Mychajlytsjenko      |     |
| Coach:         |    |                             |     |
| Serhij Rebrov  |    |                             |     |

| DM               | 01 | Koen Casteels        |     |
| RA               | 21 | Timothy Castagne     |     |
| CV               | 04 | Wout Faes            | 43' |
| CV               | 03 | Arthur Theate        |     |
| LA               | 05 | Jan Vertonghen       |     |
| CM               | 07 | Kevin De Bruyne      |     |
| CM               | 24 | Amadou Onana         |     |
| CM               | 08 | Youri Tielemans      | 62' |
| RB               | 09 | Leandro Trossard     | 62' |
| SP               | 10 | Romelu Lukaku        | 90' |
| LB               | 22 | Jérémy Doku          | 77' |
| Wisselspelers:   |    |                      |     |
| DM               | 12 | Thomas Kaminski      |     |
| DM               | 13 | Matz Sels            |     |
| VD               | 02 | Zeno Debast          |     |
| VD               | 25 | Maxim De Cuyper      |     |
| MV               | 16 | Aster Vranckx        |     |
| MV               | 17 | Charles De Ketelaere |     |
| MV               | 18 | Orel Mangala         | 62' |
| MV               | 23 | Arthur Vermeeren     |     |
| AV               | 11 | Yannick Carrasco     | 62' |
| AV               | 19 | Johan Bakayoko       | 77' |
| AV               | 20 | Loïs Openda          | 90' |
| Coach:           |    |                      |     |
| Domenico Tedesco |    |                      |     |

FFOe · A-internationals · Bondscoaches · Statistieken · Oekraïens vrouwenelftal · Olympisch elftal · Oekraïne U21 · Oekraïne U20 · Oekraïne U19 · Oekraïne U18 · Oekraïne U17 · Oekraïne U16
1992 – 1999 · 
2000 – 2009 · 
2010 – 2019 · 
2020 – 2029
EK's: 1992** · 
1996 · 
2000 · 
2004 · 
2008 · 
2012 · 
2016 · 
2020 · 
2024
WK's: 1994 · 
1998 · 
2002 · 
2006 · 
2010 · 
2014 · 
2018 ·
2022
1992 · 
1993 · 
1994 · 
1995 · 
1996 · 
1997 · 
1998 · 
1999 · 
2000 · 
2001 · 
2002 · 
2003 · 
2004 · 
2005 · 
2006 · 
2007 · 
2008 · 
2009 · 
2010 · 
2011 · 
2012 · 
2013 · 
2014 · 
2015 ·
2016 ·
2017 ·
2018 ·
2019 ·
2020 ·
2021
Albanië ·
Andorra ·
Armenië ·
Azerbeidzjan ·
Bahrein ·
België ·
Bosnië en Herzegovina ·
Brazilië ·
Bulgarije ·
Canada ·
Chili ·
Costa Rica ·
Cyprus ·
Denemarken ·
Duitsland ·
Engeland ·
Estland ·
Faeröer ·
Finland · 
Frankrijk ·
Georgië ·
Griekenland ·
Hongarije ·
Ierland ·
IJsland ·
Iran ·
Israël ·
Italië ·
Japan ·
Joegoslavië ·
Kameroen · 
Kazachstan ·
Kosovo ·
Kroatië ·
Letland ·
Libië ·
Litouwen ·
Luxemburg ·
Malta ·
Marokko ·
Mexico ·
Moldavië ·
Montenegro ·
Nederland ·
Niger ·
Nigeria ·
Noord-Ierland ·
Noord-Macedonië ·
Noorwegen ·
Oezbekistan ·
Oostenrijk ·
Polen ·
Portugal ·
Roemenië ·
Rusland ·
San Marino ·
Saoedi-Arabië ·
Schotland ·
Servië ·
Servië en Montenegro ·
Slovenië ·
Slowakije ·
Spanje ·
Tsjechië ·
Tunesië ·
Turkije ·
Uruguay ·
Verenigde Arabische Emiraten ·
Verenigde Staten ·
Wales ·
Wit-Rusland ·
Zuid-Korea ·
Zweden ·
Zwitserland
Duitsland (2016) ·
Engeland (2012) · 
Engeland (2021) ·
Frankrijk (2012) · 
Italië (2006) · 
Nederland (2021) · 
Noord-Ierland (2016) · 
Noord-Macedonië (2021) · 
Oostenrijk (2021) · 
Saoedi-Arabië (2006) ·
Spanje (2006) ·
Tunesië (2006) ·
Zweden (2012) · 
Zweden (2021) · 
Zwitserland (2006)
** = Onder de naam Gemenebest van Onafhankelijke Staten
1 Boesjtsjan ·
2 Konoplja ·
3 Svatok ·
4 Talovjerov ·
5 Sydortsjoek ·
6 Stepanenko ·
7 Jarmolenko  ·
8 Malynovskyj ·
9 Jaremtsjoek ·
10 Moedryk ·
11 Dovbyk ·
12 Troebin ·
13 Zabarnyj ·
14 Soedakov ·
15 Tsyhankov ·
16 Mykolenko ·
17 Zintsjenko ·
18 Brazjko ·
19 Sjaparenko ·
20 Zoebkov ·
21 Bondar ·
22 Matvijenko ·
23 Loenin ·
24 Tymtsjyk ·
25 Vanat ·
26 Mychajlytsjenko ·
Coach: Rebrov